# Viorel Ștefan
Viorel Ștefan (n. 26 iulie 1954, Mitoc, România) este economist și politician român, fost ministru al finanțelor publice, senator român în legislaturile dintre 1996 și 2008, și deputat din 2008, ales în județul Galați pe listele partidului PDSR.
Viorel Ștefan a fost al 157-lea ministru al Finanțelor Publice ale României în perioada 4 ianuarie 2017 - 29 iunie 2017.

## Biografie politică

### Grupuri parlamentare
În cadrul activității sale parlamentare, Viorel Ștefan a fost membru în următoarele grupuri parlamentare de prietenie:
- în legislatura 1996-2000: Republica Austria, Republica Franceză-Senat;
- în legislatura 2000-2004: Republica Elenă, Republica Arabă Siriană, Statul Israel;
- în legislatura 2004-2008: Islanda, Republica Armenia, Republica Elenă;
- în legislatura 2008-2012: Japonia, Statul Israel, Republica Elenă;
- în legislatura 2012-2016: Federația Rusă, Republica Federativă a Braziliei;
- în legislatura 2016-2020: Federația Rusă, Republica Federativă a Braziliei, Elveția.

### Propuneri legislative
Viorel Ștefan a făcut următoarele propuneri legislative:
- în legislatura 2000-2004: 4 propuneri legislative, dintre care 1 promulgată lege;
- în legislatura 2004-2008: 16 propuneri legislative, dintre care 3 promulgate lege;
- în legislatura 2008-2012: 14 propuneri legislative, dintre care 2 promulgate lege;
- în legislatura 2012-2016: 42 propuneri legislative, dintre care 14 promulgate lege;

### Ministru al finanțelor publice
Din 4 ianuarie 2017 până pe 29 iunie 2017 a deținut funcția de ministru al finanțelor publice, înlocuind-o pe Anca Paliu Dragu, odată cu instalarea Guvernului Sorin Grindeanu. Viorel Ștefan a fost înlocuit de către Ionuț Mișa, odată cu instalarea Guvernului Tudose.